# International Mercantile Marine Co.
A International Mercantile Marine Co. (IMM) foi um truste norte-americano de transporte marítimo fundada pelo magnata J. P. Morgan e que operou de 1902 até 1931, formada a partir de uma reorganização da International Navigation Company. Dentre as diversas empresas que faziam parte da IMM, destacam-se a White Star Line, a Red Star Line e a Holland America Line.
Morgan quis tirar proveito do grande crescimento da navegação comercial a fim de monopolizar as companhias marítimas norte-americanas, finalmente conseguindo entre 1901 e 1902 comprar companhias suficientes para poder criar seu truste. A IMM começou sua história em ascensão, transportando em seu primeiro ano mais de sessenta mil passageiros, aproveitando-se da grande imigração para os Estados Unidos e de acordos com companhias alemãs. Em resposta, o governo do Reino Unido começou a pagar subsídios para a Cunard Line para que esta pudesse competir com a IMM.
A sorte da IMM começou a mudar na década de 1910. O naufrágio do RMS Titanic da White Star em 1912 trouxe escrutínio público por parte do Senado dos Estados Unidos, mais a morte de Morgan no ano seguinte desestabilizaram a empresa. Além disso, ficou aparente que a empresa estava com problemas financeiros, possuindo um fluxo de caixa inadequado que causou uma queda no valor das ações a partir de 1914. A empresa também nunca conseguiu dominar uma boa parte do tráfego marítimo norte-americano, que era a intenção original. A IMM continuou em declínio pelos anos seguintes, em 1927 perdendo a White Star.
Devido a grande concorrência de outras empresas e as finanças em estado cada vez pior, o que restou da IMM acabou decidindo se fundir em 1931 com a Roosevelt Steamship Company para poder formar a Roosevelt International Mercantile Marine Company (RIMM). Pelos anos seguintes a RIMM dissolveu, vendeu e adquiriu outras empresas, consolidando todas as suas operações sob a United States Lines até 1943, uma única empresa focada exclusivamente em rotas transatlânticas.